# 藤村義美
藤村 義美（ふじむら よしみ、男性  - 2010年2月）は元アナウンサー、ジャーナリスト。

## 経歴
- 放送劇団で披露していた美声を買われ、1952年に北日本放送へ入社。
- 1967年頃に拠点を東京へ移し、エフエム東京、tvk（1978年頃 - 1981年頃）等で30年活動。
- 2000年頃より富山シティエフエムパーソナリティや朗読会主催などを担当。享年77歳。

## 過去の担当番組
tvk時代
- TVKニュース
- スタジオ・きょう（MC/1979 - 1981）

FM東京時代
- FMモーニングエコー

フリー
- 只今発言中（テレビ朝日）司会

| スタブアイコン | サブスタブ | この項目は、まだ閲覧者の調べものの参照としては役立たない、アナウンサーに関連した書きかけの項目です。この項目を加筆・訂正などしてくださる協力者を求めています（PJ:アナウンサー）。 |